# Тельмо Сарра
Тельмо Сарраонайндія Монтойя більш відомий як Тельмо Сарра (ісп. Telmo Zarraonaindía Montoya; 20 січня 1921, Ерандіо, Біская, Країна Басків, Іспанія — 23 лютого 2006, Більбао) — іспанський футболіст, нападник. Рекордсмен за кількістю титулів найкращого бомбардира іспанської Прімери.

## Кар'єра
Тельмо Сарраонайндія, або просто Сарра, син технічного начальника Дона Тельмо Сарраонайндія Саласара і матері Донни Томас Монтойі. Вони обидва були з етнічної групи циган. Сарра пішов по стопах старшого брата, лауреата трофея Самори в сезоні 1930—1931 найкращому воротареві Прімери. Але став Тельмо нападаючим. Він відіграв сезон в команді «Ерандо», після чого підписав контракт з «Атлетиком», в якому пройшла більша частина його кар'єри.
Він дебютував у першому іспанському дивізіоні 29 вересня 1940 в матчі з «Валенсією», забивши обидва м'ячі клубу, а матч закінчився з рахунком 2: 2. В «Атлетіко» він заробив свій перший трофей Пічічі, який виграв ще 5 разів. Його рекорд за кількістю голів у чемпіонаті Іспанії (251 гол) був побитий лише в 2014 році Ліонелем Мессі. Він також встановив протримався 60 років рекорд за кількістю голів в одному сезоні (1950/51 — 38). Згодом цей рекорд повторив Уго Санчес в сезоні 1989/90, а в сезоні 2010/11 рекорд був побитий Кріштіану Роналду.
Незважаючи на всі свої досягнення, Сарра зіграв у збірній тільки 20 матчів, забивши 20 м'ячів, 4 з них в історичній грі, в якій Іспанія завдала поразки 6: 3 Швейцарії 18 лютого 1951. Він дебютував у команді 11 березня 1945 в грі з Португалією (2: 2). Сарра став автором знаменитого голу в Ріо-де-Жанейро, в матчі з Англією (1: 0), що дозволив Іспанії вийти в півфінал чемпіонату світу. На тому чемпіонаті Сарра забив 4 м'ячі в 6-ти іграх.
З «Атлетиком» Сарра виграв чемпіонат Іспанії і 4 Кубка Короля, сформувавши одну з найвідоміших ліній нападу в історії іспанського футболу (Сарра, Паніса, Рафа Іріондо, Венансіо і Агустін Гаїнца).
Після виходу з «Атлетика» в 1955 він відіграв один сезон за «Індаучу» і один за «Баракальдо» і закінчив кар'єру. Всього він провів 277 матчів у вищому іспанському дивізіоні.
Він помер 23 лютого 2006 від інфаркту. 27 лютого проходили похорони, а на день раніше «Атлетик» віддав останню шану гравцеві в матчі з «Вільярреалом». На честь футболіста газета Марка затвердила приз Сарри, який вручається найкращому бомбардирові-іспанцеві Національного чемпіонату. Він забив за «Атлетик» 332 голи в 357 іграх на всіх рівнях. Після його смерті стадіон «Сан-Мамес» провів вражаючу хвилину мовчання, під час якої грався гімн клубу на роялі, а провівши хвилину в тиші, весь стадіон став оплесками проводжати футболіста.

## Титули і досягнення
- Чемпіон Іспанії (1): 1942-43
- Володар Кубка Іспанії з футболу (5): 1943, 1944, 1944-45, 1949-50, 1955
- Володар Кубка Еви Дуарте (1): 1950
- Володар Трофея Пічічі (6): 1944-45, 1945-46, 1946-47, 1949-50, 1950-51, 1952-53